# Sabana del Gran Escarpe de Angola
La sabana del Gran Escarpe de Angola es una ecorregión de la ecozona afrotropical, definida por WWF, que ocupa el Gran Escarpe que separa la meseta centroafricana de la costa del océano Atlántico.

## Descripción
Es una ecorregión de pradera de montaña que ocupa 74 400 kilómetros cuadrados a lo largo de la estrecha franja de tierra que va desde la costa atlántica hasta la cumbre del Gran Escarpe, a más de 1000 m s. n. m., entre los 6 y los 12° S.
Limita al norte con el manglar de África central, al noreste con el mosaico de selva y sabana del Congo occidental, al noroeste con el océano Atlántico, al sur, sureste y suroeste con la sabana arbolada de miombo de Angola y al sureste también con el Mosaico montano de selva y pradera de Angola.
El clima es tropical, con lluvias estivales.

## Flora
La vegetación es muy variada, aunque hay pocos estudios sobre la diversidad de especies. De norte a sur se distinguen tres zonas principales: un mosaico de selvas de galería y praderas de hierba alta, entre 2 y 4 metros, con manglares y pantanos en la desembocadura de los ríos principales, al norte del río Cuanza; selva semicaducifolia en las cumbres más altas del Escarpe; y sabanas arboladas áridas y semiáridas al sur del Cuanza.

## Fauna
Sólo se ha estudiado en detalle la avifauna.
Entre los mamíferos destacan, en las selvas, el elefante de selva (Loxodonta cyclotis), el duíquero bayo (Cephalophus dorsalis), el cefalofo silvicultor (Cephalophus sylvicultor), el duíquero de frente negra (Cephalophus nigrifrons), el cefalofo azul (Cephalophus monticola), el hiemosco (Hyemoschus aquaticus), la ardilla voladora de Beecroft (Anomulurus beecrofti), la ardilla gigante de Stanger (Protoxerus stangeri), el poto dorado (Arctocebus aureus), el poto de Bosman (Perodicticus potto) y el pangolín arborícola (Manis tricuspis); en las sabanas cabe citar el elefante de sabana (Loxodonta africana), el antílope ruano (Hippotragus equinus), el redunca común (Redunca arundinum), el bushbuck (Tragelaphus scriptus) y el eland de El Cabo (Taurotragus oryx). 
Por toda la ecorregión se encuentra el búfalo rojo (Syncerus caffer nanus).

## Endemismos
Hay dos especies endémicas de reptiles: el geco (Hemidactylus bayonii) y la culebrilla ciega (Monopeltis luandae); y cuatro de ranas: Hydrophylax parkerianus, Hyperolius punctulatus, Leptopelis jordani y Leptopelis marginatus.

## Estado de conservación
Vulnerable. El impacto humano se limita a las zonas densamente pobladas, como la capital de Angola, Luanda.

## Protección
- Parque Nacional de Kissama
- Reserva natural integral del Ilheu dos Passaros